# Munidopsis curvirostra
Munidopsis curvirostra is een tienpotigensoort uit de familie van de Munidopsidae. De wetenschappelijke naam van de soort is voor het eerst geldig gepubliceerd in 1874 door Whiteaves.